# Ouham (Präfektur)
Ouham ist eine Präfektur der Zentralafrikanischen Republik mit der Hauptstadt Bossangoa. Die Größe der Präfektur beträgt 20.240 km². Mit Stand 2022 wurden 297.904 Einwohner gemeldet.
Ouham ist unterteilt in 5 Subpräfekturen (jeweils mit ihrer Hauptstadt in Klammern):
- Bossangoa (Bossangoa)
- Nana-Bakassa (Nana-Bakassa)
- Nanga-Boguila (Boguila)
- Markounda (Markounda)

## Geografie
Die Präfektur liegt im Nordwesten des Landes und grenzt im Norden an den Tschad, im Osten an die Präfektur Ouham-Fafa, im Süden an die Präfektur Ombella-Mpoko und im Westen an die Präfekturen Ouham-Pendé und Lim-Pendé. Die Präfektur wurde nach dem gleichnamigen Fluss Ouham benannt, der sie durchquert.

## Geschichte
Der östliche Teil der Präfektur Ouham wurde 2020 abgespalten und zur Präfektur Ouham-Fafa erhoben.